# حق‌السکوت (کتاب)
حق‌السکوت کتابی از محمد مهدی سیار است که در سال ۱۳۸۹ منتشر و در مراسم کتاب سال جمهوری اسلامی ایران به‌عنوان کتاب برگزیده معرفی شد.